# (360) Carlova
(360) Carlova ist ein Asteroid des äußeren Hauptgürtels, der am 11. März 1893 vom französischen Astronomen Auguste Charlois am Observatoire de Nice bei einer Helligkeit von 12 mag entdeckt wurde.
Ein Bezug dieses Namens zu einer Person oder einem Ereignis ist nicht bekannt.

## Wissenschaftliche Auswertung
Mit Daten radiometrischer Beobachtungen im Infraroten am Cerro Tololo Inter-American Observatory in Chile im Jahr 1974 wurden für (360) Carlova erstmals Werte für den Durchmesser und die Albedo von 133 km und 0,03 bestimmt. Eine Beobachtung im März 1976 am Kitt-Peak-Nationalobservatorium in Arizona ergab Werte von 130 km und 0,03. Aus Ergebnissen der IRAS Minor Planet Survey (IMPS) wurden 1992 Angaben zu Durchmesser und Albedo für zahlreiche Asteroiden abgeleitet, darunter auch (360) Carlova, für die damals Werte von 115,8 km bzw. 0,05 erhalten wurden. Eine Auswertung von Beobachtungen durch das Projekt NEOWISE im nahen Infrarot führte 2011 zu vorläufigen Werten für den Durchmesser und die Albedo im sichtbaren Bereich von 132,6 km bzw. 0,04. Nach neuen Messungen mit NEOWISE wurden die Werte 2014 auf 129,1 km bzw. 0,04 korrigiert. Nach der Reaktivierung von NEOWISE im Jahr 2013 und Registrierung neuer Daten wurden die Werte 2016 angegeben mit 99,2 oder 105,3 km bzw. 0,07 oder 0,06, diese Angaben beinhalten aber hohe Unsicherheiten.
Bei spektroskopischen Untersuchungen am Kaukasus-Bergobservatorium (CMO) des Sternberg-Instituts für Astronomie der Lomonossow-Universität Moskau am 10. Januar 2023 wurde bei (360) Carlova eine durch Sublimation bedingte Staubaktivität festgestellt, die durch das Vorhandensein von Wassereis verursacht wird.
Photometrische Messungen des Asteroiden fanden erstmals statt vom 25. bis 28. Oktober 1979 am Table Mountain Observatory in Kalifornien. Aus der aufgezeichneten Lichtkurve wurde eine Rotationsperiode von 6,21 h abgeleitet. Dieses Ergebnis konnte durch weitere Beobachtungen am 21. und 22. September 1984 am La-Silla-Observatorium in Chile bestätigt werden, wo eine Rotationsperiode von 6,183 h bestimmt wurde.
Am 10. Januar 1986 wurde am Osservatorio Astronomico di Torino in Italien erneut eine Lichtkurve aufgenommen, die zu der bereits bekannten Periode passte. Außerdem konnten in Verbindung mit den archivierten Daten der früheren Beobachtungen erstmals zwei alternative Positionen für die Rotationsachse sowie die Achsenverhältnisse eines zweiachsig-ellipsoidischen Gestaltmodells des Asteroiden abgeleitet werden.
Bei neuen Messungen vom Januar 1996 bis Mai 1998 konnte durch eine Zusammenarbeit des Observatoire du Pic du Midi in Frankreich, des Nationalen Astronomischen Observatoriums Roschen in Bulgarien und des Observatoriums Borówiec in Polen eine detaillierte Lichtkurve gewonnen werden, aus der sich eine Rotationsperiode von 6,188 h bestimmen ließ. Außerdem wurden aus den archivierten Daten von 1979 bis 1998 eine Position für die Rotationsachse mit prograder Rotation und einer Periode von 6,1896 h sowie die Achsenverhältnisse eines dreiachsig-ellipsoidischen Gestaltmodells berechnet.
Weitere Messungen erfolgten am 15. November 2000 am Astronomischen Observatorium Yunnan in China. Die aufgezeichnete Lichtkurve passte gut zu einer Rotationsperiode von 6,18 h. Aus den archivierten Daten seit 1979 wurde auch hier eine Rotationsachse mit prograder Rotation und einer Periode von 6,1873 h errechnet. Eine Bestimmung der Rotationsachsen und Achsenverhältnisse erfolgte auch noch in einer weiteren Untersuchung von 2007 aus China.
Aus archivierten Daten des Uppsala Asteroid Photometric Catalogue (UAPC) konnte in einer Untersuchung von 2009 für (360) Carlova erstmals ein dreidimensionales Gestaltmodell für zwei alternative Rotationsachsen mit prograder Rotation und einer Periode von 6,18960 h abgeleitet werden. Neue photometrische Beobachtungen erfolgten wieder vom 1. bis 18. Februar 2012 während vier Nächten am UnderOak Observatory in New Jersey (abgeleitete Rotationsperiode 6,1894 h).
Um die Unterschiede in den zuvor bestimmten Rotationsparametern für (360) Carlova zu verstehen, wurden in einer Untersuchung von 2015 die archivierten Daten von 1979 bis 1998 in Verbindung mit neun weiteren Lichtkurven, die 2011 und 2012 am Astronomischen Observatorium Yunnan aufgezeichnet worden waren, neu ausgewertet. Für die Rotationsperiode wurde ein bester Wert von 6,18959 h gefunden, dazu wurden zwei alternative Positionen der Rotationsachse mit prograder Rotation bestimmt. Nach Auswertung der Beobachtungsergebnisse einer Bedeckung des Sterns 9. Größe TYC 729-57-1 (HD 40862) durch den Asteroiden am 15. August 2011 konnte eine der Alternativen ausgeschlossen werden.
Auch die Auswertung von 9 vorliegenden Lichtkurven und weiteren Daten der Lowell Photometric Database führte in einer Untersuchung von 2016 wieder zur Erstellung eines dreidimensionalen Gestaltmodells für zwei alternative Rotationsachsen mit prograder Rotation und einer Periode von 6,18959 h.
Mit dem neuen Algorithmus All-Data Asteroid Modeling (ADAM) wurde dann 2017 erneut ein Gestaltmodell erstellt, das alle verfügbaren photometrischen Daten in Verbindung mit hochaufgelösten Infrarot-Aufnahmen am Teleskop II des Keck-Observatoriums auf Hawaiʻi vom 11. Juli 2004 und vom 26. August 2010 sowie den Beobachtungen der Sternbedeckung vom August 2011 (siehe oben) gut reproduziert. Für die Rotationsachse wurde aus den zuvor bestimmten Alternativen eine eindeutige Position mit prograder Rotation ausgewählt und die Periode zu 6,18959 h berechnet. Für die Größe wurde ein volumenäquivalenter Durchmesser von 135 ± 3 km abgeleitet.
Zwischen 2012 und 2018 wurden mit der All-Sky Automated Survey for Supernovae (ASAS-SN) auch photometrische Daten von 20.000 Asteroiden aufgezeichnet. Auf mehr als 5000 davon konnte erfolgreich die Methode der konvexen Inversion angewendet werden, darunter auch (360) Carlova, für die in einer Untersuchung von 2021 ein verbessertes dreidimensionales Gestaltmodell für zwei alternative Rotationsachsen mit prograder Rotation und einer Periode von 6,18957 h berechnet wurde. Aus archivierten Daten des Asteroid Terrestrial-impact Last Alert System (ATLAS) aus dem Zeitraum 2015 bis 2018 konnte in einer Untersuchung von 2022 mit der Methode der konvexen Inversion eine Rotationsperiode von 6,18959 h bestimmt werden.